# 联合国安全理事会第2712号决议
联合国安理会第2712号决议于2023年11月15日通过。根据该决议，安全理事会就马耳他（以安理会儿童与武装冲突问题小组主席的身份）提交的一项决议进行表决，该决议呼吁在加沙实行人道主义休战和走廊。俄罗斯、英国和美国投了弃权票。
这是联合国安理会自10月7日以来第五次通过关于加沙和以色列局势升级的决议草案。在以往的场合中，安理会未能以否决权或未获得足够票数通过提交给它的任何决议草案。